# Almendra
Pour le groupe, voir Almendra (groupe).
Almendra est une commune de la province de Salamanque dans la communauté autonome de Castille-et-León en Espagne.

## Histoire
Plusieurs sites protohistoriques ont été détectés, attestant de la présence de l'homme à Arribes, mais ils contiennent généralement des traces de matériaux de taille et de nombre limités. Comme exemple de la chronologie du Chalcolithique dans la péninsule Ibérique et de l'Âge du bronze, nous pouvons citer le site de Peñas de la Cruz, dans la commune voisine de Trabanca, qui, comme d'autres de la même époque et des environs, ne présente aucune trace structurelle ni aucun vestige d'habitat ou d'établissement. Il n'y a pas non plus de micro-reliefs qui pourraient suggérer des vestiges constructifs d'une certaine importance. Ce type de site est relativement abondant sur les deux rives du Tormes.

## Démographie
Sa population est de 125 habitants (INE 2023). Selon l'Instituto Nacional de Estadística, Almendra compte, au 1er janvier 2021, une population totale de 140 habitants, dont 80 hommes et 60 femmes. Par rapport à l'année 2000, le recensement indique 196 habitants, dont 99 hommes et 97 femmes. Par conséquent, la perte de population dans la municipalité pour la période 2000-2021 est de 56 habitants, soit une diminution de 29 %.